# Lycosa fuscana
Lycosa fuscana är en spindelart som beskrevs av Pocock 1901. Lycosa fuscana ingår i släktet Lycosa och familjen vargspindlar. Inga underarter finns listade i Catalogue of Life.